# Уральская икона Божией Матери
Уральская икона Божией Матери — местночтимая православная икона, написанная в 2003 году в Екатеринбурге. Явлена рабе Божией Екатерине в сонном видении 9 января 2003 года и написана неназываемым иконописцем по благословению архиепископа Екатеринбургского и Верхотурского Викентия.

Согласно распространяемой Екатеринбургской епархией информации, 
В видении икона стояла под елью на снегу и сияла ослепительным белым светом, а на край иконы легла крупная белая снежинка. Образ Божией Матери ожил и Она сказала: «Я охраняю Уральскую землю от всех бед и зол, печалей и невзгод». После этого видение исчезло, но голос Пречистой все еще звучал: «Екатерина, все расскажи людям и пусть этот образ напишут с твоих слов».
Екатерина (других сведений о прихожанке не распространяется) рассказала о видении настоятелю екатеринбургского храма во имя Николая Чудотворца игумену Гермогену (Еремееву). Неназываемый иконописец работал над образом 9 месяцев, после чего икона была помещена в этот храм, который принадлежит приходу Серафима Саровского на Ясной улице. По сведениям агентства «Русская линия», «этот образ как-то сам по себе получил название Уральской иконы Пресвятой Богородицы. Он относится к иконографическим изображениям Казанской Божьей Матери … Новый образ был с благоговением воспринят не только обычными прихожанами, но и членами Священного Синода митрополитом Ювеналием и митрополитом Сергием, посещавшими храм».

## Тропарь, глас 4
«Милостию Своею нас не оставляющая Пречистая Дево, явилася еси в третий день по Рождестве Сына Твоего. Подавая благодать молящимся Тебе, Богородице, даруя надежду и утверждение Уральсьтей земли, идеже царственни страстотерпцы кровь свою пролияша. Моли Христа Богомладенца о спасении душ наших».